# Rubber duck (муляж зброї)

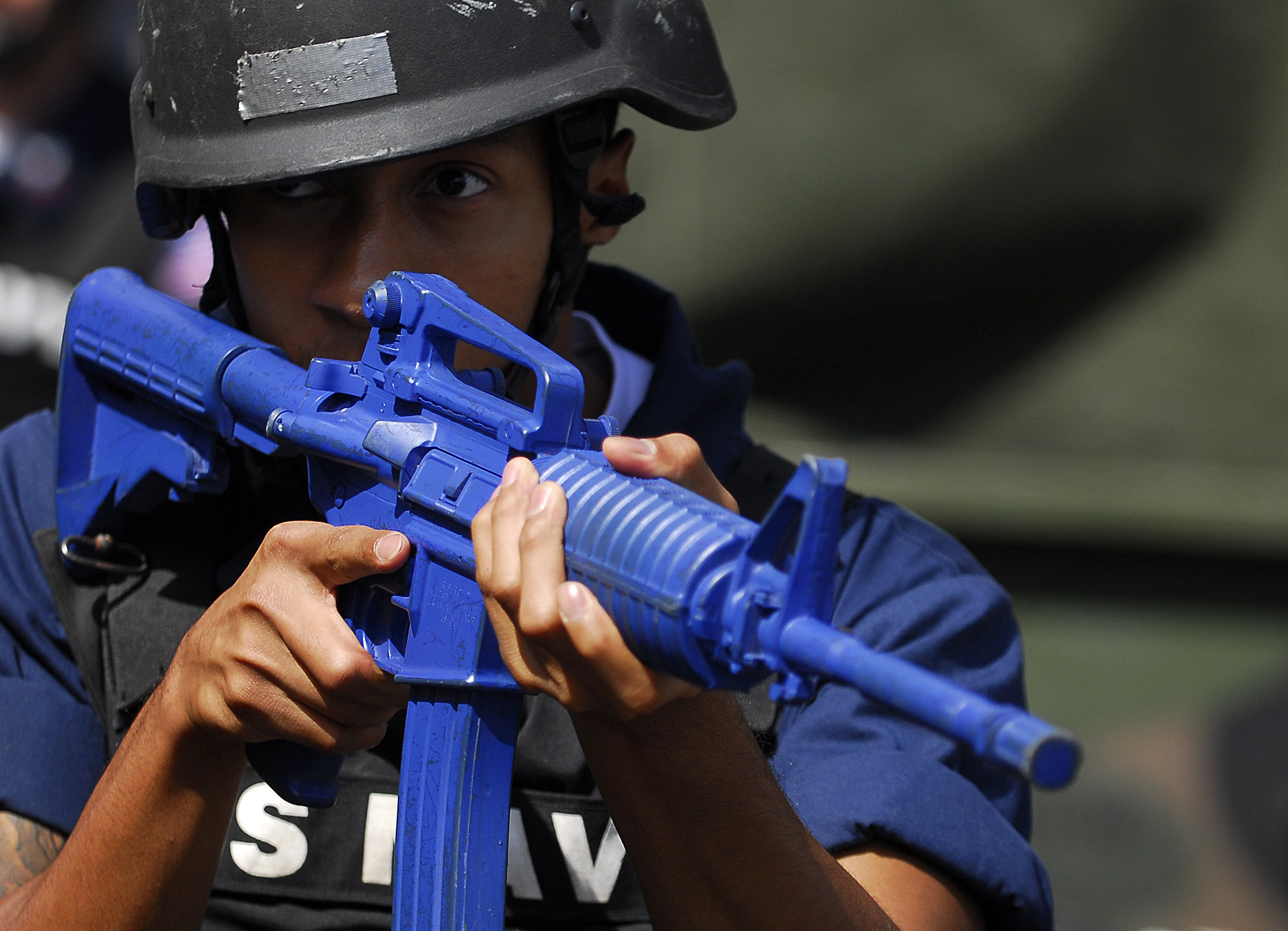
Матрос Флоту США тренується з «блуганом» M4. 2009 рік.

«Rubber duck» (англ. дослівно «гумова качечка»), а також «blue gun» або «red gun» (синя/червона рушниця/пістолет) — назва в армії Сполучених Штатів Америки для нефункціональної навчальної зброї, повністю або частково виготовленої з гуми чи пластмаси.
Такі муляжі використовуються в ряді країн, зокрема в США, під час початкової підготовки військовослужбовців або поліціянтів поводженню зі зброєю — зокрема, правильного носіння зброї, швидкого виймання з кобури та вкладення до неї тощо; також на них відпрацьовуються навички з обеззброєння. Метою використання подібного обладнання є мінімізація шкоди, що може бути заподіяна справжній зброї внаслідок впливу пилу, води та бруду, пошкоджень через падіння, неправильне поводження і тому подібне. Окрім застосування для тренувань, такі муляжі використовують виробники різноманітних аксесуарів для зброї, наприклад кобур, ЛЦВ тощо.
«Гумові качечки» являють собою детальні муляжі справжньої зброї. Вони можуть бути виготовлені й зі справжньої зброї — знятої з експлуатації, деактивованої та покритої гумою або стійким до ударів пластиком. Інші варіанти виготовляються з застосуванням лише деяких справжніх частин зброї (зазвичай це ствол, антабки та ствольна коробка), з іншими частинами, відлитими з гуми/пластику. Також тренувальна зброя може бути повністю гумовою/пластиковою з доданням металевої арматури. Вага муляжу, як правило, аналогічна справжній зброї, але існують і полегшені варіанти.
Для легкої ідентифікації муляжів як безпечних предметів, що насправді не є зброєю, їх зазвичай виготовляють з матеріалів, які мають нехарактерне для справжньої зброї яскраве забарвлення. Звідси походять розмовні назви «blue gun» і «red gun» (втім, назви «Bluegun» і «Red Gun» з часом стали зареєстрованими торговельними марками).
Муляжі не призначені для використання як іграшки та продаються через спеціальні ринки закладам, що передбачають навчання володіння зброєю, а також зазначеним вище виробникам аксесуарів.
Окрім муляжів вогнепальної зброї, подібне покриття застосовується і для іншого тренувального обладнання, такого як ножі, портативні радіостанції, тейзери, гранати тощо.